# SunTrust Plaza
Il SunTrust Plaza (conosciuto originalmente come One Peachtree Center) è un grattacielo costruito ad Atlanta.
La torre è alta 265 metri, con 60 piani; fa parte del complesso Peachtree Center, e dal 1992, anno del completamento, è stato il secondo edificio più alto di Atlanta. Sempre al momento del completamento, rappresentava il 28º grattacielo più alto del mondo e il 21º negli Stati Uniti.